# أزواغ
ⴰⵣⴰⵓⴰⵗ: للمقالة عن لاعب كرة القدم الألماني مغربي الولادة، انظر هنا: ميمون أزواغ

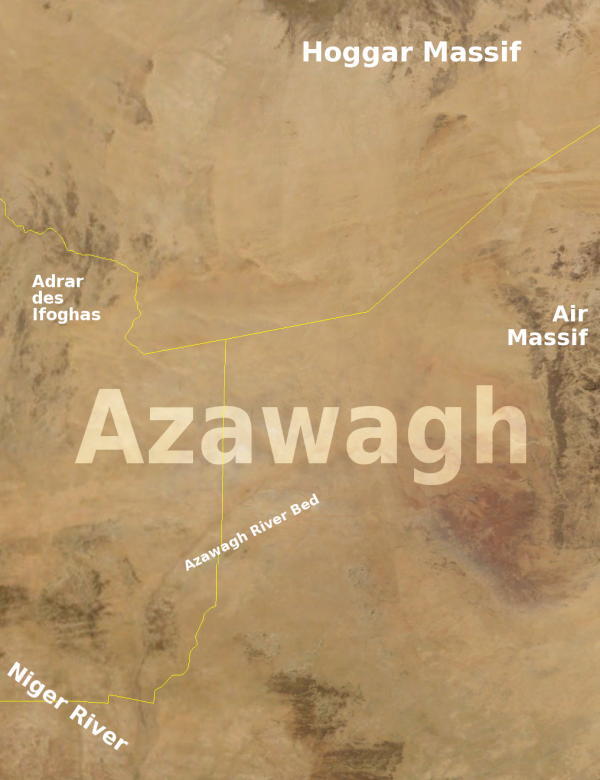
حوض الأزواغ مع بعض المعالم الجيوغرافية المحيطة، كما يرى من الفضاء. الخطوط الصفراء تبين حدودا دولية.

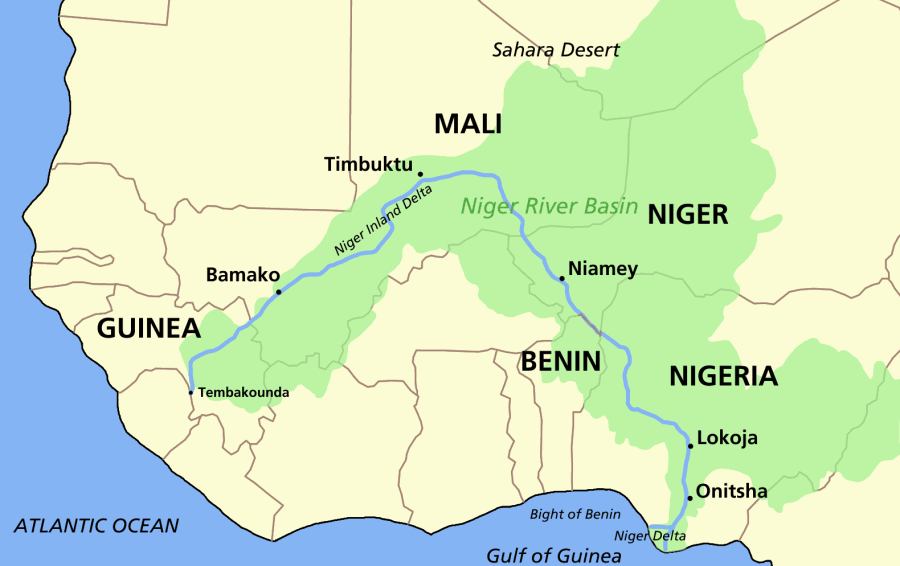
منطقة الأزواغ تشكل أجزاء شمال شرق حوض نهر النيجر، مع أن نهر الأزواغ طويل وجف والمنطقة لا يسقيها إلا أنهار باطنية موسمية تحت الأرض في أحسن الأحوال.

منطقة الأزواغ هي حوض قاحل يمتد مما يعد في يومنا هذا شمال غرب النيجر بالإضافة إلى أجزاء من شمال شرق مالي وجنوب الجزائر. منطقة الأزواغ تتكون رئيسيا من سهول ساحلية وصحراوية وأغلب سكانها من الطوارق والعرب، مع أقليات مهمة من البوزو والودابي وشهدت تدفقا حديثا من الهوساوة والزارما.

## تسمية
الاسم «أَزَوَاغ» باللغة الطارقية معناه أمزّوغ. إزّغ.  أمزواغ. أمزوَغ في اللغة المحلية تماجغت تماجق «سافانا» أي «سهل عشبي» والاسم «أزواد»، وهو يصطلح على جزء شمال مالي يطالب به تنظيم المتمردينالحركة الوطنية لتحرير أزواد، فالمؤكد أنه نطق تارقي مخطئ لكلمة «أزواغ».

## جغرافيا
الأزواغ يشير إلى حوض قاحل ما يوما اتسم برافد شمالي لنهر النيجر، ألا وهو نهر الأزواغ والذي يعرف أيضا باسم دالول بوسو في الجنوب. نهر الأزواغ هذا كان يمتد في زمن ما قبل التاريخ 1,600 كيلومتر (990 ميل) تقريبا، ثم جف في حقبة تحت مطير العصر الحجري الحديث وصنع حوضا يمتد 420,000 كيلومتر مربع (160,000 ميل2) تقريبا. واديه، الذي يسميه علماء الجيولوجيا «حوض إولميدان»، يحيطه جبال هقار وتلالها شمالا وجبال آير شرقا وأدرار إيفوغاس غربا. صخر الأديم في المنطقة هو حجر جيري من العصور الطباشيري والباليوسيني وطين، اللذان قطعتهما عملية التعرية وغطتهما عوامل ريحية في عصر البليستوسين المتأخر.
على مستوى علم البيئة، ينقسم حوض الأزواغ من الشمال إلى الجنوب على مناطق: صحراوية وساحلية وسودانية.
في النيجر، يشمل الأزواغ كل من مدن أبالاغ وتشينتاباردن وتيليا وإنگال وطابالاق.

## تاريخ
يعود تواجد الناس في الأزواغ إلى 4 500 قبل الحقبة العامة، وهناك دلائل على تربية الماشية في المنطقة منذ 3 200 قبل الحقبة العامة. ومن 3 200 قبل الحقبة العامة إلى تقريبا 1 500 قبل الحقبة العامة، كانت المنطقة تأوي الحيوانات الكبيرة، بما فيها ظبي الماء وفرس النهر والفيل.
وفي تاكابرين، عثر أيضا على ما يدل على صناعة أدوات نحاسية منذ تقريبا القرن السادس عشر قبل الحقبة العامة، عندئذ وبسبب تدهور أحوال مناخية، فحل محلَ الشعوب السودانية في المنطقة شعوبٌ أمازيغية بَنَتْ جثوة.
الإسلام وصل إلى جبال آير الغربية عن طريق جنوب غرب ليبيا في القرن الثامن. خضعت المنطقة للغزو الفرنسي والاستعمار في أوائل القرن العشرين. إثر حركات التحرر في الجزائر ومالي والنيجر والرحيل الفرنسي التالي، فالمنطقة انقسمت بين تلك الدول الثلاث.
خلال السنوات ما بين 1970 و1990، أجبرت سلسلة فترات الجفاف أكثرَ فأكثرَ من سكان المنطقة الرحل على الاستقرار في بلدات ومدن. وعلى ذلك، والأهم من ذلك، فأثار الجفاف ثورة الطوارق في المنطقة فثارت جبهة تحرير آير وأزواك وجبهة تحرير تاموست ضد حكومة النيجر بينما ثارت جبهة أزواد العربية الإسلامية والحركة الشعبية لتحرير أزواد والجيش الثوري لتحرير أزواد وجبهة تحرير أزواد الشعبية ضد حكومة مالي.

## سكان
مع أنها بمساحة النمسا، إلا أن قطعة الأزواغ النيجرية لا يتجاوز عدد سكانها 85,000 حسب دراسة من عام 2003.
المنطقة يسكنها رئيسيا شعوب كال تاماشاك بالإضافة إلى بعض القبائل ذات الأسلاف العرب بما فيهم ناطقون باللهجة الحسانية (ويسمون كذلك عرب الأزواغ). الأزواغ مركز جمهورية إولميدان كال داناگ. المنطقة يسكن فيها أيضا رحل من شعب الفولاني الودابي وهناك عدد من الهوساوة والزارما الذين استقروا في المنطقة حديثا، وهم عموما ضباط حكوميين وتجار.